# Bogučanská přehradní nádrž
Bogučanská přehradní nádrž ( rusky Богучанское водохранилище ) je přehradní nádrž na řece Angara, vzniklá vzedmutím vody za tělesem přehrady Bogučanské vodní elektrárny. Je po toku řeky i po toku času čtvrtým a zatím posledním stupněm angarské kaskády. 

## Všeobecné informace
Maximální provozní hladina na kótě 208 m n. m. dosahuje paty hráze Usť-Ilimské elektrárny a dosahuje plochy 2 326 km² (z toho 1961 km² leží na území Krasnojarského kraje a 365 km² v Irkutské oblasti). Při normálním provozu se rozkyv hladiny pohybuje v mimořádně malém rozmezí 207,5 ± 0,5 m. Taková nevýznamná sezónní změna hladiny vody je způsobena tím, že 83 % přítoku je regulováno. Přítok do celé jezerní soustavy činí v průměru 3 380 m³/s neboli 105 km³/rok. Rezerva pro abnormální přítok činí 3,5 km³ a představuje změnu výšky 208 na 209,5 m n. m. 

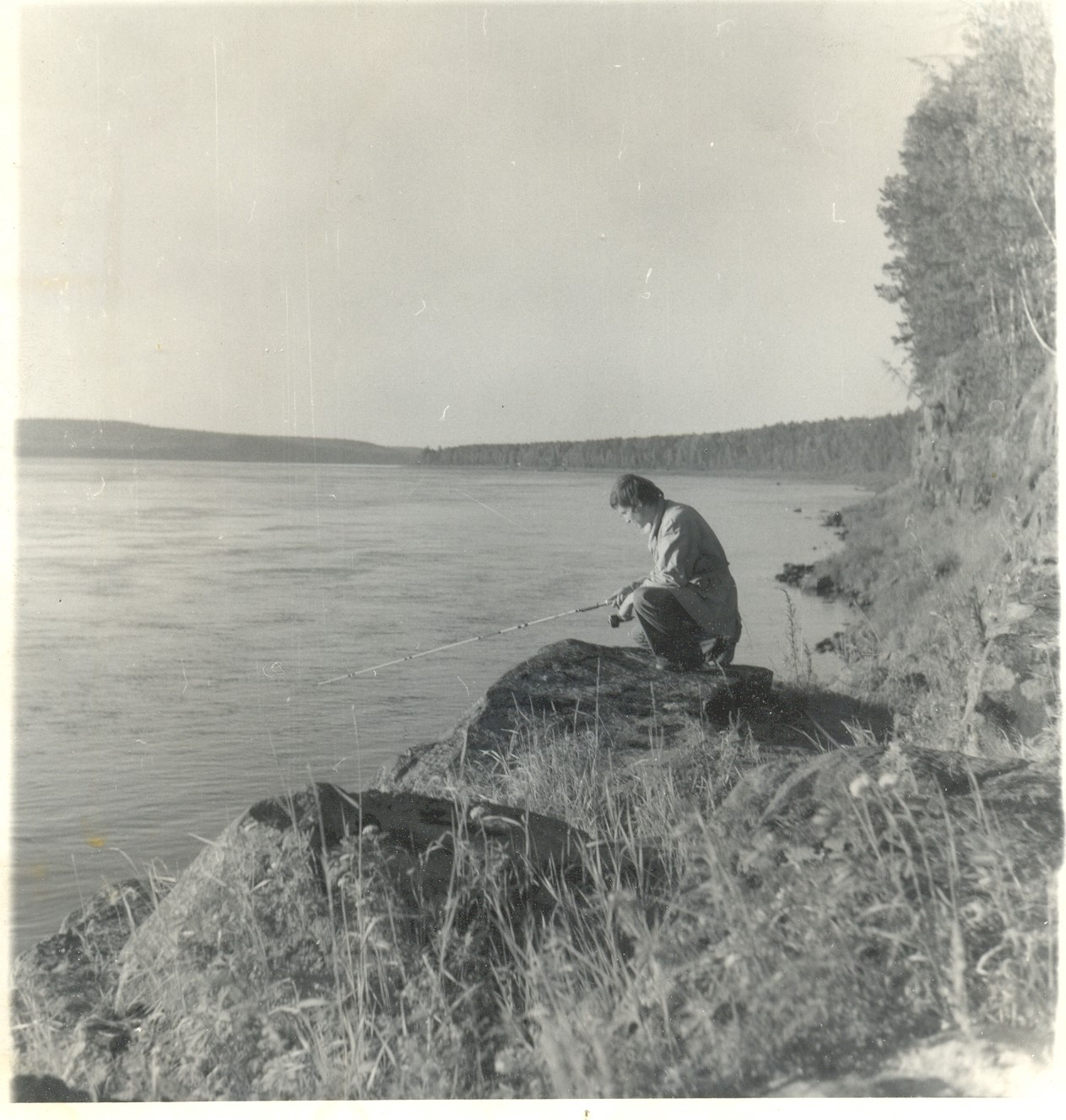
Břeh Angary u sídla Keul v roce 1978, Nyní dno přehradní nádrže.

Délka přehradního jezera je 375 km a podél v údolích přítoků vznikají dlouhé zálivy. Největší o délce 75 km vznikl v údolí řeky Kova, na řece Para, přítoku řeky Kova záliv 50 km a v údolích řek Jodarma, Dolní a Horní Kežma zálivy o délce 25 km.
Přes 12 000 lidí z 31 osad bylo přestěhováno do náhradních bytů, z velké části do města Kodinsk, ve kterém vzniklo velké množství pracovních míst po dostavení Bogučanské elektrárny.
Zatopené území patří do starobylé cesty ruských prvních osadníků na ose Jenisejk – Ilim – Usť-Kut. Pod hladinou přehradní nádrže se tak ocitly historické ruské vesnice Tušama, Keul, Kata, Jodarma a Kežma ze 17. století se specifickou srubovou architekturou prvních ruských osadníků ve východní Sibiři. Některé z nejvzácnějších staveb, například dvoutřídní církevní škola z roku 1885 z vesnice Keul byla přenesena do skanzenu Talcy u Irkutsku. Před zatopením byly realizovány v neobvyklém rozsahu archeologické a paleontologické vykopávky, na jejichž základě byly zjištěny nové poznatky o prehistorickém osídlení a klimatu střední Sibiře.

## Využití
Doprava (Bogučanská ani Usť-Ilimská přehrada nemají zdymadla), rekreace, sportovní i průmyslový rybolov (předpokládaná výtěžnost ryb je 18 kg/ha ročně), především výroba elektrické energie 17 600 GWh ročně.